# Abedin (cràter)
Abedin és un cràter d'impacte de 116,23 km de diàmetre de Mercuri. Porta el nom del pintor de Bangladesh Zainul Abedin (1914-1976), i el seu nom va ser aprovat per la Unió Astronòmica Internacional el 2009.
Exhibeix una estructura de cràter complex amb una superfície llisa, paret amb molt pendent i un pic complex central. Les cadenes de cràters més petits que envolten Abedin són cràters secundaris formats per material ejectat de l'impacte inicial. La secció nord-oest del mantell d'ejeccions continu d'Abedin sembla tenir una reflectància més baixa que la resta del material adjacent a la vora del cràter. Aquest patró suggereix que el material més fosc residia a certa profunditat per sota de la part nord-oest de la zona del pre-impacte i va ser excavat i tornat a dipositat durant la formació del cràter.